# Долгое (Павловский сельский совет)
До́лгое (укр. Довге; до 2016 года Интернациона́льное) — село, Павловский сельский совет, Васильковский район, Днепропетровская область,  Украина.
Код КОАТУУ — 1220787703. Население по переписи 2001 года составляло 27 человек.

## Географическое положение
Село Долгое находится в 5-и км от левого берега реки Верхняя Терса,
в 2-х км от села Широкое.
По селу протекает пересыхающий ручей с запрудой.